# Mara Gabrilli
Mara Cristina Gabrilli ( 1967) es una psicóloga, publicitaria, y política brasileña, afiliada al PSD
En 1997, fundó el Instituto Mara Gabrilli (enlace roto disponible en Internet Archive; véase el historial, la primera versión y la última)., que desarrolla programas de defensa de los derechos de las personas con deficiencias, promoviendo el diseño universal y fomenta proyectos deportivos, culturales y de investigaciones científicas. 
Mara comanda los programas de radio Derrubando Barreiras: acesso para todos (Estadão/ESPN) y "El Momento del Tercer Sector (Trianon AM). Y es columnista de la revista TPM (Trip Editora) desde doce años, cuyas 50 mejores crónicas fueron reunidas en el libro Íntima Desordem – os melhores textos na TPM (Arx/Versar). También mantiene columnas en los diarios Diário de São Paulo, Jornal de la AME, Inclusão Brasil, en la revista Sentidos (Escala) y en los portales Mobilize, Nextel, Vida Mais Livre, Congresso em Foco, Blog do Guilherme Bara, y en el sitio iSocial.
Ex-concejala en la Cámara Municipal de São Paulo (2007-2010), y fue reelegida, en 2008, como la mujer más votada del Brasil con 79.912 votos. Fue la primera titular de la Secretaría Municipal de las Personas con Deficiencia y Movilidad Reducida (2005-2007) de la ciudad de São Paulo. 

Actualmente discurre como diputada federal por São Paulo, electa con 160.138 votos. En la Cámara de Diputados es miembro titular de la Comisión de Educación y Cultura, y suplente de la Comisión de Seguridad Social y Familia, y de la Comisión de Plan Nacional de Educación (PNE), e integra el Frente Parlamentario Mixto del Congreso Nacional en Defensa de los Derectos de Personas con Deficiencia.
Fue consultora del libro Vai encarar? - A Nação (quase) invisível das pessoas com deficiência (Melhoramentos), de Claudia Matarazzo, y colaboró con el capítulo: “Educação para Todos: uma questão de direitos humanos” en el libro Educação 2010 – las tendencias más importantes en la visión de los educadores más importantes, incluidos los intereses en otras publicaciones.  
En 2011, en reconocimiento a su desempeño fue calificada como la tercera mejor diputada federal por VEJA y del Núcleo de Estudios del Congreso, de Río de Janeiro. También fue elegida Paulistana del Año (2007) por la revista Veja São Paulo, figurando entre los Cien Brasileños Más Influyentes de 2008 de las revistas Isto É y Época, y fue finalista del Premio Claudia en la Categoría Políticas Públicas.

## Trayectoria
En 1994, Mara Gabrilli sufrió un siniestro automovilístico, que la dejó cuadriplégica. Pasó cinco meses internada – dentro de los cuales dos en respirador artificial – y recibió una nueva condición para su vida: la incapacidad para moverse desde el cuello hacia abajo.
Tres años después, fundó una organización no gubernamental con el objetivo de mejorar la calidad de vida de las personas con discapacidad. Entre los recientes logros del Instituto Mara Gabrilli estuvo el Proyecto Cadê Você?, que localiza personas con discapacidad en comunidades carentes, y ofrece recursos para mejorar su calidad de vida; patrocinio de acercamientos científicos de la India, para intercambiar experiencias con investigadores de la Universidad de São Paulo (USP) Lygia Pereira, que resultó en el primer linaje brasileño de células madre embrionarias, la BR-1; la ida de tres atletas del IMG a los Juegos Paralímpicos de Pekín, y el Proyecto Natação Paraolímpica.

Como primera titular de la Secretaría Municipal de las Personas con Deficiencia y Movilidad Reducida (SMPED), creada en abril de 2005, Mara desarrolló proyectos en la ciudad de São Paulo, en infraestructura urbana, educación, salud, transporte, cultura, ocio, empresas, entre otros. Lo que resultó en un aumento de 300 a alrededor de 3 mil, en el número de autobuses accesibles, en la reforma de 400 km de calzadas adaptadas, incluyendo la Avenida Paulista, tornándose modelo de accesibilidad en América Latina; en la creación de 39 núcleos municipales de rehabilitación y salud auditiva; en empresas de más de un millar de trabajadores con alguna discapacidad, con versiones de los libros en Braille o en audio de todas las bibliotecas municipales (Ler pra Crer); en la ida de 14 000 personas con discapacidad al cine, teatro, exposiciones; entre otros. Estos números viene creciendo en las gestiones que se suceden en la Prefectura. 
En su actuación en el Consejo Municipal de São Paulo, entre febrero de 2007 y enero de 2011, protocolizando 60 proyecto de ley. Siete fueron aprobados y son Leyes Municipales. Se destacan los que crean los importantes programas para la metrópolis, como la Central de Intérpretes de Libros y Guías-Intérpretes para sordociegos (Ley 14.441/2007); o que hace Ley el Programa Municipal de Rehabilitación de Personaa con Deficiencia Física y Auditiva, determinando la implantación de nuevos servicios de rehabilitación en las 31 subprefecturas (Ley 14.671/2008); el Plano Emergencial de Calzadas (PEC), que permite que la Prefectura reforme y revitalice las calzadas en vías estratégicas donde estuviesen localizados los servicios públicos y privados esenciales – correos, escuelas, hospitales, etc. (Ley 14.675/2008); que crea el Programa Censo Inclusión, que prevé un levantamiento detallado con perfil socioeconómico de los cerca de 1,5 millones de personas con deficiencia, en la capital paulistana (Ley 15.096/2010).